# Der krasse Fuchs

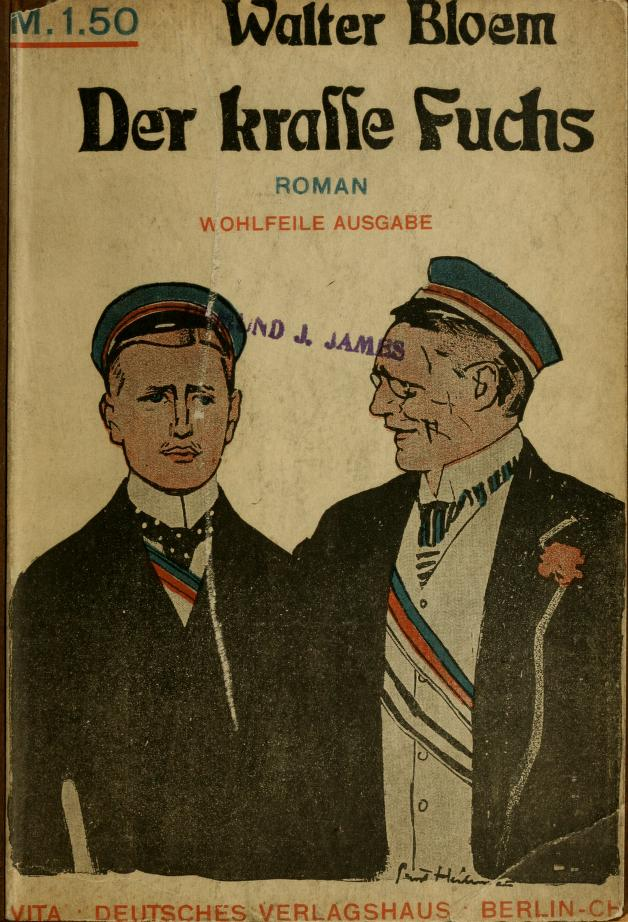
Buchumschlag von Ernst Heilemann zu einer günstigen („wohlfeilen“) Ausgabe des Romans von 1911

Der krasse Fuchs ist ein 1906 erschienener Studentenroman von Walter Bloem. Der autobiographisch orientierte Roman beschreibt das Studentenleben im fiktiven Corps Cimbria in Marburg (eine Chiffre für das Corps Teutonia Marburg) zur Kaiserzeit um die Jahrhundertwende. Der Titel des Buches leitet sich von der studentensprachlichen Bezeichnung krasser Fuchs für einen Studenten im ersten Semester ab. Der krasse Fuchs wurde zu einem der bekanntesten Studentenromane, erfuhr mehrere Auflagen und wurde 1924/26 von Conrad Wiene verfilmt.

## Handlung
Der Roman beginnt mit einer Szene, in welcher der frisch als Fuchs in eine Studentenverbindung, das Corps Cimbria, eingetretene Protagonist Werner Achenbach mit einem anderen, etwas älteren Fuchs seines Corps zu seinem ersten Pauktag geht. Der strebsame, bildungsbürgerlich orientierte Achenbach sieht sich mit den Sitten und Gepflogenheiten des Verbindungslebens, wie z. B. dem Fechten von Mensuren, dem Alkoholkonsum etc. konfrontiert, was ihn irritiert und Fragen aufwirft. Achenbach beabsichtigt, mit seinem Sexualtrieb konfrontiert, die Masturbation, lässt davon jedoch nach dem Anblick der zum Couleur der Verbindung gehörenden Studentenmütze davon ab. Es folgt eine zweite Konfliktepisode, in der sich Achenbach irritiert über den Umgang der Verbindung mit Personen weiblichen Geschlechts zeigt. Achenbach stößt sich an den in der Verbindung üblichen Bordellbesuchen und dem Verhalten eines Verbindungsmitglieds, das zum Suizid seiner schwanger gewordenen Sexualpartnerin führte. Nachdem er diese Konfliktphase durch die Einstellung seiner Kritik überwindet, sieht sich Achenbach mit der Mensur konfrontiert, die er wegen der damit verbundenen Selbstverstümmelung zunächst ablehnt. Sein Freund Klauser vermittelt ihm die Mensur als triebregulierendes Initiationsritual und bringt Achenbach von seinen Zweifeln ab. Der Abschluss des Romans beschreibt Achenbach, der von seinem Ausgangspunkt als strebsamer Bildungsbürger zu einem typischen Verbindungsmitglied wurde, das durch seine in der Mensur erlittenen Narben als Mitglied einer Herrschaftselite ausgewiesen wird. Die Schlussszene schildert die Abfahrt Achenbachs und seiner Korpsbrüder in die Semesterferien, weist erneut auf die Assimilation Achenbachs ins Verbindungsmilieu hin und stellt die Loslösung Achenbachs von seinem Elternhaus dar: „Das war das Leben … nun war er eingetreten in seine Tempelhallen … Becherklang und Pistolenknall, brünstige Küsse und wilde Verzweiflungstränen, wüste Zechgelage und friedliche Waldeseinsamkeiten, ekle Buhlschaft und erhabenes Liebesentsagen … Jauchzen und Totensang … Lust und Weh … Das war eingeschlossen in diesen kurzen Monden … das alles hatte er erlitten und erfahren, fühlend geschaut und fühlend durchlebt.“